# Crazyhouse-skak
Crazyhouse (også kendt som drop-skak, gal skak, forstærkningsskak ) er en skakvariant. Den ligner bughouse-skak, men med kun to spillere. Det indeholder en regel fra game shogi, hvor en spiller kan introducere en fanget brik tilbage til brættet som deres eget.

## Regler
Alle de regler og konventioner standard skak gælder, med tilføjelse af at man tilføje nye brikker, som forklaret nedenfor.
- En fanget brik vender farve og går til den indfangende spillers reserve eller lomme . Når som helst, i stedet for at foretage et træk med et stykke på brættet, kan en spiller placere en brik fra deres reserve på et tomt felt på brættet. For eksempel, et træk, der ville resultere i skakmat i standard skak kan besvares i Crazyhouse, hvis forsvareren kan spille en brik fra hånden, der blokerer skak. [1]
- Placeringer, der resulterer i øjeblikkelig skakmat, er tilladt. Dette inkluderer en bonde.
- Bønder må ikke placeres på spillernes 1. eller 8. rækker.
- Bønder, der er blevet forfremmet og senere fanget, bliver som bonde. [2]
- Placerede hvide og sorte bønder i henholdsvis 2. og 7. række har tilladelse til at foretage et træk over to felter, som bønder normalt må ved et skakspils begyndelse. [3]
- En spiller kan ikke rokere med et placeret tårn. [4]

## Notation
En udvidelse til standardskaknotationen bruges til at registrere placeringer. Placeringer noteres af brikstypen, efterfulgt af et @ -symbol, derefter destinationspladsen. For eksempel betyder N @ d5 "springer placeres på d5 fra reserve". 

## Popularitet
Selvom der ikke ser ud til at være et konsolideret antal Crazyhouse-online-spillere, er  nogle data tilgængelige. Databasen over spil, der spilles på Lichess, det andet mest populære skakwebsted i verden  (uanset varianter), er offentligt tilgængelig. Cirka 84.000 spillere spillede mindst ét Crazyhouse-spil på Lichess i 2019, 79.000 i 2018, 65.000 i 2017 og 76.000 i 2016.